# Karhulan Lamposaaret
Karhulan Lamposaaret är en ö i Finland. Den ligger i sjön Suontee och i kommunen Hirvensalmi i den ekonomiska regionen  S:t Michel och landskapet Södra Savolax, i den södra delen av landet, 180 km nordost om huvudstaden Helsingfors. Öns area är 8,6 hektar och dess största längd är 470 meter i nord-sydlig riktning.  Notera att namnet antyder att det är fråga om flera öar.